# Kühnried
Kühnried ist ein Ortsteil der Stadt Waldmünchen im Landkreis Cham des Regierungsbezirks Oberpfalz im Freistaat Bayern.

## Geografie
Kühnried liegt 1 Kilometer östlich der Bahnstrecke Cham–Waldmünchen und der parallel zur Bahnlinie verlaufenden Staatsstraße 2146, 8 Kilometer südlich von Waldmünchen und 7,4 Kilometer südwestlich der tschechischen Grenze. Östlich von Kühnried erstreckt sich in Nordsüdrichtung der Gebirgsstock Prosdorfer Forst mit mehreren über 700 Meter hohen Gipfeln. Nordöstlich von Kühnried erheben sich der Kathifelsen (752 m) und der Arberblick (760 m), östlich der Vordere Hiener (781 m) und südöstlich der Hagenberg (740 m). An den Westhängen dieser Berge nördlich von Kühnried entspringen die Quellen des Lohgrabens. Der Lohgraben fließt Richtung Westen in die Ortschaft Katzbach hinein, wo er seinen Namen in Katzbach ändert und seinen Lauf Richtung Süden fortsetzt. Er mündet am westlichen Ortsrand von Cham in den Regen. Von Kühnried in Richtung Eschlmais erstreckt sich eine Lesesteinmauer.

## Geschichte
1194 wurde ein Waltherus villicus de Kunriute erwähnt. Bei Kunriute könnte es sich um Kühnried bei Katzbach handeln.
Kühnried (auch: Kunriute?, Kunriet, Künrieth, Kunruth, Kühnriedt, Khüenrieth, Kienrieth, Künried) wurde 1552 mit 2 Höfen genannt. 1563 hatte Kühnried 4 Mannschaften. 1588 gab es in Kühnried 4 Güter. 1622 wurde Kühnried mit 4 Mannschaften erwähnt. 1630 wurden für Kühnried 1 Gut, 2 Sölden, 1 Söldengut, 1 Häusl und 2 Inwohner aufgeführt. 1703 wurden in Kühnried 1 Gut, 3 Sölden, 1 Häusler verzeichnet. 1808 hatte die Ortschaft 5 Anwesen, 1 Weber und ein Hüthaus.
1808 wurde die Verordnung über das allgemeine Steuerprovisorium erlassen. Mit ihr wurde das Steuerwesen in Bayern neu geordnet und es wurden Steuerdistrikte gebildet. Dabei kam Kühnried zum Steuerdistrikt Katzbach. Der Steuerdistrikt Katzbach bestand aus den Dörfern Katzbach, Häuslarn, Kühnried und den Weilern Eschlmais und Bonholz.
1820 wurden im Landgericht Waldmünchen Ruralgemeinden gebildet. Dabei kam Kühnried zur Ruralgemeinde Katzbach. Zur Ruralgemeinde Katzbach gehörten neben Katzbach mit 34 Familien das Dorf Kühnried mit 11 Familien und die Weiler Eschlmais mit 4 Familien und Roßhof mit 4 Familien. 1836 wurde der Gemeinde Katzbach die Gemeinde Häuslarn (17 Familien) mit Bonholz (3 Familien) angegliedert. Häuslarn hatte um diese Angliederung nachgesucht mit der Begründung, dass „die Gemeinde nur aus 12 Hausnummern bestehe und keines der Gemeindeglieder lesen oder schreiben könne.“
1972 schloss sich die Gemeinde Katzbach der Gemeinde Geigant an, welche 1978 nach Waldmünchen eingegliedert wurde.
Kühnried gehört zur Pfarrkuratie Geigant. 1997 hatte Kühnried 28 Katholiken.

## Einwohnerentwicklung ab 1820
| Jahr | Einwohner   | Gebäude |
| ---- | ----------- | ------- |
| 1820 | 11 Familien | k. A.   |
| 1838 | 48          | 6       |
| 1861 | 46          | 11      |
| 1871 | 39          | 20      |
| 1885 | 32          | 7       |
| 1900 | 37          | 6       |
| 1913 | 42          | 6       |

| Jahr | Einwohner | Gebäude |
| ---- | --------- | ------- |
| 1925 | 39        | 6       |
| 1950 | 24        | 7       |
| 1961 | 25        | 7       |
| 1970 | 24        | k. A.   |
| 1987 | 27        | 8       |
| 2011 | 19        | k. A.   |

## Tourismus
Durch Kühnried verläuft der 178 Kilometer lange Pandurensteig.